# Max-Planck-Institut für Gravitationsphysik

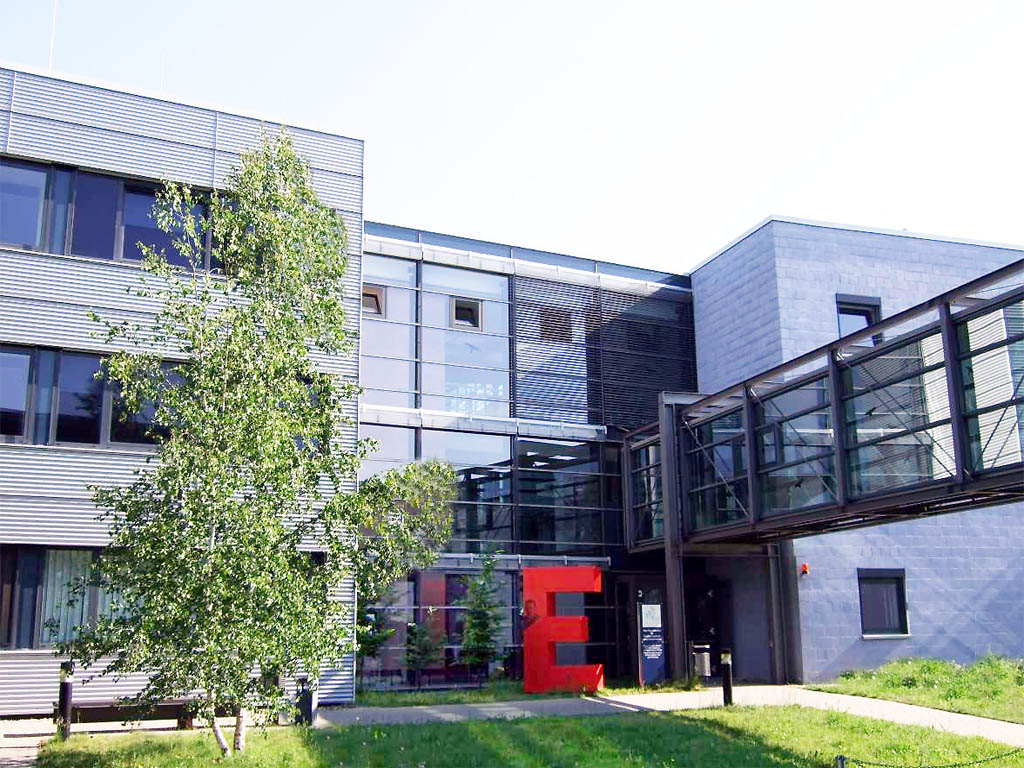
Max-Planck-Institut für Gravitationsphysik, Teilinstitut Potsdam

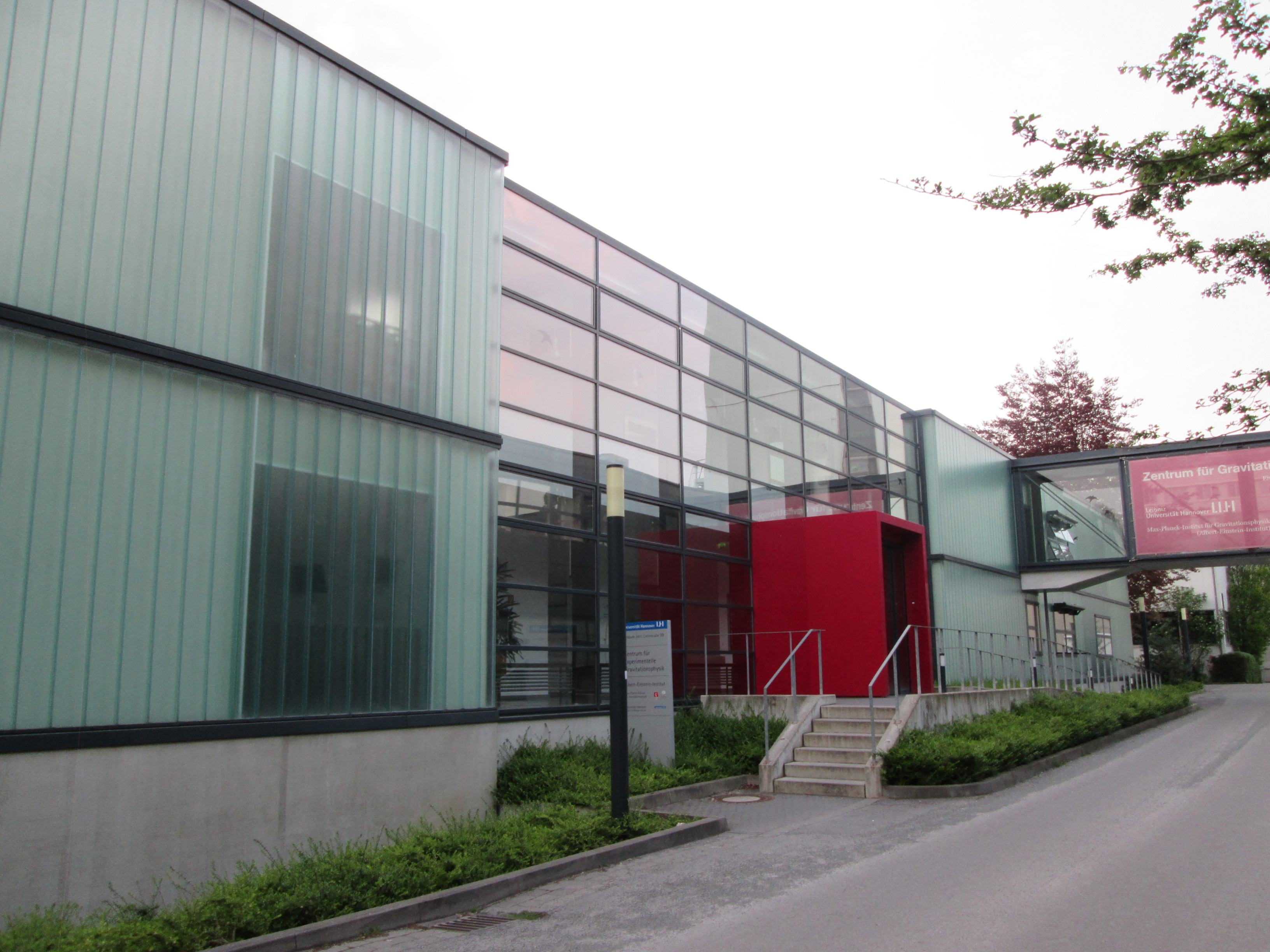
Max-Planck-Institut für Gravitationsphysik, Teilinstitut Hannover

Das Max-Planck-Institut für Gravitationsphysik (Albert-Einstein-Institut) (AEI) ist eine außeruniversitäre Forschungseinrichtung der Max-Planck-Gesellschaft zur Förderung der Wissenschaften e. V. (MPG). Am Institut werden die Relativitätstheorie von Albert Einstein und darüber hinausgehende Themen erforscht, wie Mathematik, Quantengravitation, astrophysikalische Relativitätstheorie und Gravitationswellenastronomie. Das Institut hat Standorte in Potsdam und in Hannover. Der Potsdamer und der Hannoveraner Teil des Instituts sind in jeweils drei Forschungsabteilungen organisiert. Beide Teile des Instituts beherbergen eine Reihe von unabhängigen Forschungsgruppen.
Das Institut betreibt sowohl Grundlagenforschung in Mathematik, Datenanalyse, Astrophysik und theoretischer Physik als auch angewandte Forschung auf den Gebieten Laserphysik, Vakuumtechnik, Vibrationsisolation sowie zur klassischen und Quantenoptik.
Das Institut war an der Modellierung, dem Nachweis, der Analyse und der Charakterisierung der Signale von LIGO beteiligt, die erstmals den  Nachweis von Gravitationswellen erbrachten. Es ist in verschiedenen Kooperationen und Projekten aktiv, unter anderem federführend bei GEO600 als einem laserinterferometrischen Gravitationswellendetektor in Ruthe bei Hannover. Das Institut entwickelt Wellenformmodelle, die in den Gravitationswellendetektoren zum Nachweis und zur Charakterisierung von Gravitationswellen eingesetzt werden. Es entwickelt Detektortechnologien und analysiert auch die Daten der Detektoren der LIGO Scientific Collaboration, der Virgo Collaboration und der KAGRA Collaboration. Das Institut spielt eine führende Rolle bei der Planung und Vorbereitung des weltraumgestützten Detektors LISA als einem Laserinterferometer im Weltraum mit geplantem Startdatum im Jahr 2034. Die Einrichtung ist auch an der Entwicklung der dritten Generation von erdgebundenen Gravitationswellendetektoren (Einstein-Teleskop, Cosmic Explorer) beteiligt. Außerdem wirkt sie maßgeblich an den Projekten Einstein@Home und PyCBC mit.

## Geschichte
Das Institut nahm im April 1995 seine Arbeit auf. Seit 1999 hat es seinen Standort im Potsdam Science Park in Potsdam-Golm.
Im Jahr 2001 übernahm das Institut eine vorher zum Max-Planck-Institut für Quantenoptik (MPQ) gehörende Außenstelle in Hannover, die seit 2002 ein Teilinstitut des Max-Planck-Instituts für Gravitationsphysik ist. Dieses Teilinstitut arbeitet mit dem Institut für Gravitationsphysik (ehemals Institut für Atom- und Molekülphysik) der Leibniz Universität Hannover im „Zentrum für Gravitationsphysik“ zusammen.

## Arbeitsgebiete
Der Forschungsschwerpunkt des Instituts liegt auf dem Gebiet der Allgemeinen Relativitätstheorie. Er umfasst theoretische und experimentelle Gravitationsphysik, Quantengravitation, Multimessenger-Astronomie und Kosmologie. Das Institut hat einen starken Forschungsschwerpunkt in der Gravitationswellenastronomie: fünf von sechs Abteilungen arbeiten an verschiedenen Aspekten dieses Forschungsgebiets. Zentrale Forschungsthemen sind:
- Modellierung von Quellen (Doppelsysteme aus Neutronensternen und Schwarzen Löchern, gemischte Doppelsterne, stellarer Kernkollaps)
- experimentelle Arbeiten an Gravitationswellendetektoren – sowohl auf der Erde als auch im Weltraum
- die Lösung des Zwei-Körper-Problems in der Allgemeinen Relativitätstheorie
- analytische und numerische Lösungen der Einsteinschen Gleichungen
- Entwicklung und Implementierung von Datenanalyse-Algorithmen für die Gravitationswellensuche
- Folgeanalysen zur Ableitung von Eigenschaften der Gravitationswellenquellen
- Suchen nach Teilchen und fundamentalen Wechselwirkungen jenseits des Standardmodells

Die Forschungen ermöglichten eine neue Art der Astronomie, die mit dem ersten direkten Nachweis von Gravitationswellen auf der Erde begann. Die wissenschaftlichen Institutsmitarbeiter arbeiten an der Vereinheitlichung der zwei grundlegenden Theorien der Physik, der Allgemeine Relativitätstheorie und der Quantenmechanik zu einer Theorie in Form der Quantengravitation.
Von  1998 bis 2015 hat das Institut die Open-Access-Zeitschrift Living Reviews in Relativity herausgegeben.

## Abteilungen
- Die Abteilung „Astrophysikalische und Kosmologische Relativitätstheorie“ von Alessandra Buonanno am AEI Potsdam löst das Zwei-Körper-Problem der Allgemeinen Relativitätstheorie analytisch und numerisch und sagt Gravitationswellensignale voraus, die von Doppelsternsystemen aus Schwarzen Löchern und Neutronensternen ausgesendet werden. Mitglieder der Abteilung verwenden diese Wellenformmodelle, um astrophysikalische und kosmologische Informationen abzuleiten und Tests der Allgemeinen Relativitätstheorie durchzuführen, wobei sie auf Daten der Gravitationswellendetektoren zurückgreifen.[1]
- Bruce Allens Abteilung „Beobachtungsbasierte Relativität und Kosmologie“ am AEI Hannover untersucht die beobachtbaren Konsequenzen der Allgemeinen Relativitätstheorie, einschließlich der Suche nach und Analyse von Gravitationswellensignalen in Daten von bodengestützten Detektoren und dem Betrieb des Einstein@Home-Projekts. Die Abteilung arbeitet auch an der Suche nach Gammastrahlen- und Radiopulsaren sowie an theoretischen Aspekten von Schwarzen Löchern.[2]
- Der Schwerpunkt der Arbeiten der von Karsten Danzmann geleiteten Abteilung „Laserinterferometrie und Gravitationswellen-Astronomie“ am AEI Hannover liegt auf Entwicklung und Betrieb von Gravitationswellendetektoren sowohl auf der Erde als auch satellitengestützt im Weltraum (siehe auch: GEO600, LISA). Dazu gehören auch Laborexperimente zur Quantenoptik und Laserphysik.[3]
- Die Abteilung „Numerische und Relativistische Astrophysik“ von Masaru Shibata am AEI Potsdam erforscht Verschmelzungen von Neutronensternen und gemischten Doppelsystemen aus einem schwarzen Loch und einem Neutronenstern sowie den Kollaps von Sternkernen. Die Abteilung arbeitet auch an grundlegenderen Aspekten der Allgemeinen Relativitätstheorie mit numerischen Werkzeugen.[4]
- Die Abteilung „Präzisionsinterferometrie und fundamentale Wechselwirkungen“ unter Leitung von Guido Müller entwickelt Instrumente für Präzisionsinterferometrie in Gravitationswellen-Detektoren auf der Erde und im All und führt Suchen nach fundamentale Wechselwirkungen jenseits des Standardmodells mit laseroptischen Verfahren durch.[5]
- Die Abteilung „Quantengravitation und vereinheitlichte Theorien“ am AEI Potsdam (kommissarische Leitung seit August 2020: Alessandra Buonanno) arbeitet an der Entwicklung einer Quantentheorie der Gravitation, die auf konformer Feldtheorie, Stringtheorie sowie Supergravitation und Symmetrien beruht.[6]

## Direktorinnen und Direktoren
- Bruce Allen (AEI Hannover, seit 2007)

- Alessandra Buonanno (AEI Potsdam, seit 2014)

- Karsten Danzmann (AEI Hannover, seit 2002), Stellvertretender Geschäftsführender Direktor[7]

- Jürgen Ehlers (AEI Potsdam, Gründungsdirektor, 1995–1998)

- Gerhard Huisken (AEI Potsdam, 2002–2013)
- Guido Müller (AEI Hannover, seit 2022)[8]

- Hermann Nicolai (AEI Potsdam, 1997–2020)

- Bernard F. Schutz (AEI Potsdam, Gründungsdirektor, 1995–2014)

- Masaru Shibata (AEI Potsdam, seit 2018), Geschäftsführender Direktor[7]

## Unabhängige Forschungsgruppen

### Dauerhafte unabhängige Forschungsgruppen
- „Suche nach kontinuierlichen Gravitationswellen“ (geleitet von Maria Alessandra Papa) am AEI Hannover. Diese Forschungsgruppe arbeitet an der Suche nach bislang unentdeckten kontinuierlichen Gravitationswellen, die von schnell rotierenden Neutronensternen abgestrahlt werden sollten.[9]

### Unabhängige Forschungsgruppen auf Zeit
- „Außergewöhnliche Quantengravitation“ (Emeritus-Gruppe, geleitet von Hermann Nicolai) am AEI Potsdam. Diese Forschungsgruppe wird durch einen ERC Advanced Grant finanziert. Ihre Forschung befasst sich mit einem auf Symmetrie basierenden Ansatz für eine konsistente Theorie der Quantengravitation.[10]
- „Beobachtung und Simulation von kollidierenden Binärsystemen“ (geleitet von Frank Ohme) am AEI Hannover. Diese unabhängige Forschungsgruppe arbeitet an der Analyse der Messdaten von Gravitationswellendetektoren und Vorhersagen von Wellenformen für Signale von verschmelzenden Schwarzen Löchern und Neutronensternen. Diese Untersuchungen basieren auf numerischen Simulationen dieser Prozesse.[11]
- „Multi-Messenger-Astrophysik kompakter Binärsysteme“ (geleitet von Tim Dietrich) am AEI Potsdam. Diese Max-Planck-Fellow-Gruppe untersucht mit Hilfe numerisch-relativistischer Simulationen die elektromagnetische Emission und Gravitationswellen-Signale von verschmelzenden Neutronensternsystemen.[12]

## Max-Planck-Partnergruppen
Max-Planck-Partnergruppen forschen in Bereichen, die sich mit denen des ehemaligen gastgebenden Max-Planck-Instituts überschneiden. Sie werden eingerichtet, um Nachwuchswissenschaftler zu unterstützen, die nach ihrem Forschungsaufenthalt an einem Max-Planck-Institut in ihr Heimatland zurückkehren.
Das Max-Planck-Institut für Gravitationsphysik hat eine Max-Planck-Partnergruppe:
- am Indian Institute of Technology Kanpur, Indien, in Zusammenarbeit mit der Abteilung „Quantengravitation und vereinheitlichte Theorien“.

## Kooperationsprojekte

### Advanced LIGO und Advanced Virgo
Am AEI Hannover und am AEI Potsdam gibt es zwei Gruppen der LIGO Scientific Collaboration, die sich mit Theorie und Datenanalyse der LIGO- und Virgo-Detektoren befassen. Am AEI Hannover gibt es außerdem die GEO-Gruppe, die sich mit verschiedenen experimentellen Themen beschäftigt. AEI-Forschende in Potsdam und Hannover analysieren LIGO- und Virgo-Daten. Sie entwickeln auch Vorhersagen von Gravitationswellensignalen, die für die Suche nach Verschmelzungen von Schwarzen Löchern und Neutronensternen und deren Interpretation verwendet werden.
Das AEI Hannover ist eine Partnerinstitution im Advanced-LIGO-Projekt und hat das vorstabilisierte Lasersystem für die Advanced-LIGO-Detektoren in Hanford und Livingston beigesteuert. Forschende des AEI helfen bei Inbetriebnahme und Betrieb der Advanced LIGO-Interferometer.
Anfang 2018 haben Forschende des AEI Hannover eine Quetschlichtquelle für den Gravitationswellendetektor Advanced Virgo entwickelt, gebaut und bei der Installation mitgearbeitet. Während des dritten gemeinsamen Beobachtungslaufs der Gravitationswellendetektoren reduzierte sie das quantenmechanische Hintergrundrauschen um etwa ein Drittel und erhöhte die erwartete Nachweisrate von Verschmelzungen von Neutronensternen um bis zu 26 %.

### Einstein-Teleskop
Forschende am AEI tragen zur Planung und Entwicklung des Einstein-Teleskops (ET) bei, eines Gravitationswellendetektors der dritten Generation in Europa, sowie zur Erarbeitung der wissenschaftlichen Grundlagen für dieses Teleskop. Der Co-Vorsitz des ET-Lenkungsausschusses liegt am AEI Hannover, die Lasertechnologie für den ET-Prototypen in Maastricht soll am AEI Hannover entwickelt werden. Forschende des AEI Potsdam tragen zur Entwicklung von Wellenform-Modellen für Gravitationswellendetektoren der dritten Generation wie das Einstein-Teleskop bei.

### GEO600
Der Gravitationswellendetektor GEO600 südlich von Hannover wurde vom  Max-Planck-Instituts für Gravitationsphysik und der Leibniz Universität Hannover zusammen mit Partnern im Vereinigten Königreich entworfen und wird von ihnen betrieben.

### LISA Pathfinder
LISA Pathfinder war eine Testmission der ESA für die Laser Interferometer Space Antenna (LISA). Sie demonstrierte das Funktionieren von Schlüsseltechnologien für den Nachweis von Gravitationswellen im Weltraum. Das Max-Planck-Institut für Gravitationsphysik in Hannover und das Institut für Gravitationsphysik der Leibniz Universität Hannover waren für den deutschen Beitrag zu der Mission verantwortlich und koordinierten ihn.
Während der Betriebsphase waren Forschende des Max-Planck-Instituts und der Leibniz Universität Hannover Partner bei der Datenanalyse der Mission. Sie spielten auch eine führende Rolle bei der Entwicklung der Analysesoftware LTPDA, einer Matlab-Toolbox. Mitarbeiter des AEI beteiligten sich an den Schichten des Missionsbetriebs am ESOC, dem Kontrollzentrum der ESA.

### LISA
Das weltraumgestützte Gravitationswellenobservatorium LISA wird unter der Leitung der ESA in Zusammenarbeit mit einem wissenschaftlichen Konsortium entwickelt. Das LISA-Konsortium wird von Karsten Danzmann, Direktor am AEI, geleitet. Am AEI Hannover und am AEI Potsdam gibt es Arbeitsgruppen des LISA-Konsortiums. Am AEI Hannover werden Laserinterferometrie-Experimente für LISA durchgeführt.

### GRACE Follow-On
GRACE-FO ist eine satellitengestützte Geodäsie-Mission, die detaillierte Messungen des Gravitationsfeldes der Erde und seiner zeitlichen und räumlichen Änderungen durch interferometrische Abstandsmessungen zwischen zwei Satelliten vornimmt. Das dazu eingesetzte Laser Ranging Interferometer entstand in einer Kooperation zwischen der NASA und deutschen Partnern, wobei der deutsche Beitrag vom AEI geleitet wird. Das Konzept des Instruments, seine Prototypen und technischen Spezifikationen wurden am AEI erstellt. Forschende des AEI waren an der Entwicklung und Erprobung der Flughardware beteiligt.

## Wissenschaftlicher Nachwuchs

### International Max Planck Research Schools
Das Institut ist an zwei International Max Planck Research Schools (IMPRS) beteiligt. Dabei handelt es sich um Graduiertenprogramme, die von Max-Planck-Instituten in Partnerschaft mit lokalen Universitäten durchgeführt werden und einen Doktorgrad anbieten.
Die IMPRS for Mathematical and Physical Aspects of Gravitation, Cosmology and Quantum Field Theory kooperiert mit dem Institut für Mathematik der Universität Potsdam, dem Institut für Physik der Humboldt-Universität, dem IIT Bombay, dem Mathematischen Institut Chennai und dem Institut für Theoretische Physik der Chinesischen Akademie der Wissenschaften.
Die IMPRS on Gravitational Wave Astronomy wird in Kooperation von den beiden Institutsteilen in Hannover und in Potsdam betrieben. Das AEI Hannover arbeitet dabei mit der Leibniz Universität Hannover und dem Laser Zentrum Hannover e. V. zusammen. Das AEI Potsdam kooperiert mit der Humboldt-Universität, der Universität Potsdam und dem Leibniz-Institut für Astrophysik Potsdam.

### Jürgen Ehlers Frühjahrsschule
Das Institut bietet jährlich eine zweiwöchige Frühjahrsschule für 40 internationale Studierende der Fächer Mathematik und Physik an. In den Vorlesungen, Übungen und Diskussionen werden jedes Jahr verschiedene Themen aus der Forschungsexpertise des Instituts behandelt. Die Vorlesungen werden von Forschenden des Instituts gehalten.
Die Jürgen-Ehlers-Frühjahrsschule wurde im Jahr 2000 gegründet und ist nach dem Gründungsdirektor des Instituts, Jürgen Ehlers, benannt.

## Öffentlichkeitsarbeit

### Öffentliche Veranstaltungen
Die Öffentlichkeitsarbeit des Instituts umfasst Tage der offenen Tür am AEI Potsdam und am Gravitationswellendetektor GEO600, die Teilnahme an den Girls’ Days und Zukunftstagen, populärwissenschaftliche Vorträge durch Mitarbeiter, die Teilnahme am „November der Wissenschaft“ in Hannover, Führungen durch die Institute einschließlich ausgewählter Labore und Computercluster sowie ein Programm für Besuche und Präsentationen durch Mitarbeiter an Gymnasien.

### Einstein Online
Das Institut betreibt das populärwissenschaftliche Webportal Einstein Online mit einführenden und vertiefenden Artikeln über Einsteins Relativitätstheorie und ihre Anwendungen.

### Journalist-in-Residence-Programm
Seit 2018 bietet das Institut ein Journalists-in-Residence-Programm für Wissenschaftsjournalisten an. Ziel ist es, die Kommunikation zwischen Journalisten und Wissenschaftlern zu verbessern und einen tieferen Einblick in die Forschung des Instituts zu ermöglichen.

### Einstein@Home
Das Institut ist zusammen mit der University of Wisconsin-Milwaukee eine der beiden Gastinstitutionen des verteilten freiwilligen verteilten Rechenprojekts Einstein@Home. Einstein@Home aggregiert die Rechenzeit auf den Computern der Freiwilligen, um in den Daten der Gravitationswellendetektoren LIGO, der großen Radioteleskope und des Weltraumteleskops Fermi Gamma-ray Space Telescope nach Signalen von rotierenden Neutronensternen zu suchen.

## Astrophysik Netzwerk Potsdam
Das AEI ist Mitglied im Astrophysik Netzwerk Potsdam. Die weiteren Partner in diesem Netzwerk sind die Universität Potsdam, DESY und das Leibniz-Institut für Astrophysik Potsdam (AIP).